# Sebastian Weidner
Sebastian Weidner (* 24. September 1850 in Herchenhain; † 21. Dezember 1904) war ein hessischer Politiker (Freie Wirtschaftliche Vereinigung) und Abgeordneter der Landstände des Großherzogtums Hessen. Er wurde als ein Sohn des Schuhmachers Heinrich Weidner und dessen Frau Katharina geborene Büttner geboren.

## Politik
Im Jahr 1877 wurde Sebastian Weidner zum Bürgermeister von Herchenhain gewählt und wurde insgesamt dreimal (1886, 1895, 1904) wiedergewählt. In seiner Amtszeit als Bürgermeister bemühte er sich, seiner notleidenden Gemeinde zu helfen, u. a. durch den Versuch der Ansiedlung einer Papier- und einer Zigarrenmanufaktur. Auf Ablehnung stieß dagegen sein Vorschlag, wegen der geringeren Erträge den größten Teil der landwirtschaftlichen Bevölkerung von Herchenhain in der Nähe von Nidda, auf dem Gebiet des heutigen Ortsteils Harb, neu anzusiedeln.
Von 1896 bis zu seinem Tod gehörte Sebastian Weidner als Abgeordneter der zweiten Kammer der Landstände des Großherzogtums Hessen an. Gemeinsam mit seinen oberhessischen Mitabgeordneten Heinrich Schmalbach (Crainfeld) und Wilhelm Erk (Nidda) setzte er sich für den Weiterbau der Vogelsbergbahn (später Oberwaldbahn) zwischen Lauterbach und Gedern ein.
Sein Sohn Ernst Weidner wurde nach dem Ersten Weltkrieg für kurze Zeit ebenfalls Landtagsabgeordneter und nach dem Zweiten Weltkrieg Mitglied im Beratenden Landesausschuss.